# Paykullia maculata
Paykullia maculata är en tvåvingeart som först beskrevs av Fallen 1815.  Paykullia maculata ingår i släktet Paykullia och familjen gråsuggeflugor. Arten är reproducerande i Sverige. Inga underarter finns listade i Catalogue of Life.